# ヴィーキンガー作戦
ヴィーキンガー作戦 (Unternehmen Wikinger) は第二次世界大戦中のドイツ軍の作戦の一つ。その内容は、北海でイギリス漁船を拿捕または撃沈するというもので駆逐艦6隻が参加し1940年2月22日に発動された。作戦中ドイツ空軍機による誤爆、またはイギリス軍により敷設された機雷で駆逐艦2隻が沈み、作戦は中止された。

## 背景
北海のドッガーバンクでは第二次世界大戦の開始後もイギリスの漁船が漁を行っていたが、ドイツはそれが漁船ではないのではないかと疑っていた。そこで、ヴィーキンガー作戦が実行されることになった。

## 経過
2月22日昼、6隻の駆逐艦フリードリヒ・エッコルト（旗艦）、リヒャルト・バイツェン、エーリッヒ・ケルナー、テオドール・リーデル、マックス・シュルツ、レーベレヒト・マースがフリッツ・ベルガー大佐に率いられて出撃した。作戦場所であるドッガーバンクへ向かうためヘルゴラント島南西を進み、19時に自軍の機雷原中の水路へと入った。水路を航行中であった19時13分に1機の双発機が発見された。19時21分に再度航空機が現れ、駆逐艦リヒャルト・バイツェン、エーリッヒ・ケルナーがそれに対して発砲、その航空機も応射した。友軍機であるとの報告もあったが、ベルガー大佐は信用しなかった。19時43分、最後尾のレーベレヒト・マースが機影を発見したと報告。続いてレーベレヒト・マースは被弾したと信号を発した。フリードリヒ・エッコルトがレーベレヒト・マースに接近したが、外見上は特に異常は認められなかった。19時56分、レーベレヒト・マースが突然対空砲を発射しその直後にレーベレヒト・マース艦上で爆発が起こった。レーベレヒト・マースは二つに折れて沈没。救助活動が開始されたが20時4分（2分）に別のところで再び爆発が起こった。それに続いて潜水艦や雷跡発見の報告があり、艦隊は混乱した。マックス・シュルツとは連絡が取れず、エーリッヒ・ケルナーが二つの残骸を発見したことでマックス・シュルツも沈没したことが明白となった。ここにいたって、20時36分に撤退が命じられた。
レーベレヒト・マースとマックス・シュルツの2隻が沈み、レーベレヒト・マースには330名が乗っていたが救助されたのは60名であり、マックス・シュルツには308名が乗っていたが一人も救助されなかった。

## その後の原因調査
この日ドイツ空軍も北海で作戦を実行していた。そして1機のHe111爆撃機が1隻の船を発見し爆撃を行って沈めたと報告していた。そのため同士討ちの可能性が浮かび、それを知ったヒトラーが激怒して調査委員会設置を命じた。問題の爆撃機は19時45分と19時58分頃の2度爆撃を行っていたため、調査委員会では、1度目の爆撃がレーベレヒト・マースに対して、2度目はマックス・シュルツに対して行われたとされ、2隻ともその爆撃が原因で沈没したと結論付けられた。また、ベルガー大佐は空軍の作戦について知らされておらず、また海軍は空軍に駆逐艦の出撃を知らせていなかったことが同士討ち発生の原因になったとされた。
作戦中に潜水艦や雷跡が目撃されているが、実際にはその場にイギリス潜水艦は存在していなかった。また、2月9日から10日の夜にイギリス駆逐艦が、ベルガー大佐の部隊が通った水路に機雷を敷設していた。この時期、ドイツ軍の北海方面の掃海能力は低く、作戦後に問題の水路で機雷が発見されていることから少なくともマックス・シュルツは機雷に触れて沈没した可能性が考えられる。